# Norwegische Nordische Skimeisterschaft 1911

Norges Skiforbund

Die Norwegische Nordische Skimeisterschaft 1911 (norwegisch Hovedlandsrennet 1911) fand vom 25. bis 27. Februar 1911 in Hønefoss statt. Ausgetragen wurden sie vom lokalen Verein IF Liv und dem Norges Skiforbund, dem Norwegischen Skiverband. Ausgetragen wurden Meisterschaften im Skilanglauf und in der Nordischen Kombination. Ausgetragen wurden ausschließlich Herrenwettbewerbe.
Die Wettbewerbe waren anfangs begleitet von gutem mildem Wetter, jedoch änderte sich dies während des Springens, wo es zu starken Winden und Schneefall kam, der die Wettbewerbe behinderte. Trotz der Bedingungen verfolgten das Springen etwa 5000 Zuschauer.

## Wettbewerbe

### Skilanglauf 30 km
| Platz | Sportler            | Verein         |
| ----- | ------------------- | -------------- |
| 1     | Elling Rønes        |                |
| 2     | Embret Mellesmo     | Alvdal IL      |
| 3     | Johan Kristoffersen | Sørkedalens IF |

Datum: 27. Februar 1911

Das Ziel des Laufes befand sich in Gjermundbu. Eine Runde lief über 15 km. Da das Rennen an einem Montag stattfand, nahmen nur 19 Teilnehmer am Wettbewerb teil.

### Nordische Kombination
| Platz | Sportler            | Verein                    |
| ----- | ------------------- | ------------------------- |
| 1     | Knut Holst          | Ski- og Ballklubben Eiker |
| 2     | Otto Tangen         | IF Liv                    |
| 3     | Johan Kristoffersen | Sørkedalens IF            |

Datum: 25. & 26. Februar 1911

Der Kombinationswettbewerb bestand aus einem 18-km-Skilanglauf am 25. Februar, der an der Hønefoss folkeskole endete und einem Springen auf dem Livbakken am 26. Februar, bei dem im ersten Durchgang Johan R. Henriksen mit 36 Metern einen neuen Schanzenrekord aufstellte, den im zweiten Durchgang Ragnar Omtvedt auf 40 Meter verbesserte.